# Juan de Acuña y Acuña
Juan de Acuña y Acuña (fallecido en Burgos el 29 de septiembre de 1592), VI conde de Buendía, noble castellano de ascendencia portuguesa, que alcanzó una gran influencia en el reinado de Felipe II, llegando a ostentar el cargo de Sumiller de Corps. Descendiente de Lope Vázquez de Acuña, I señor de Buendía y Azañón, perteneciente por tanto a la rama del linaje Acuña que se asentó en Cuenca tras abandonar sus posesiones en el reino luso debido a la crisis dinástica portuguesa de 1383-1385. 

## Vida y entorno familiar

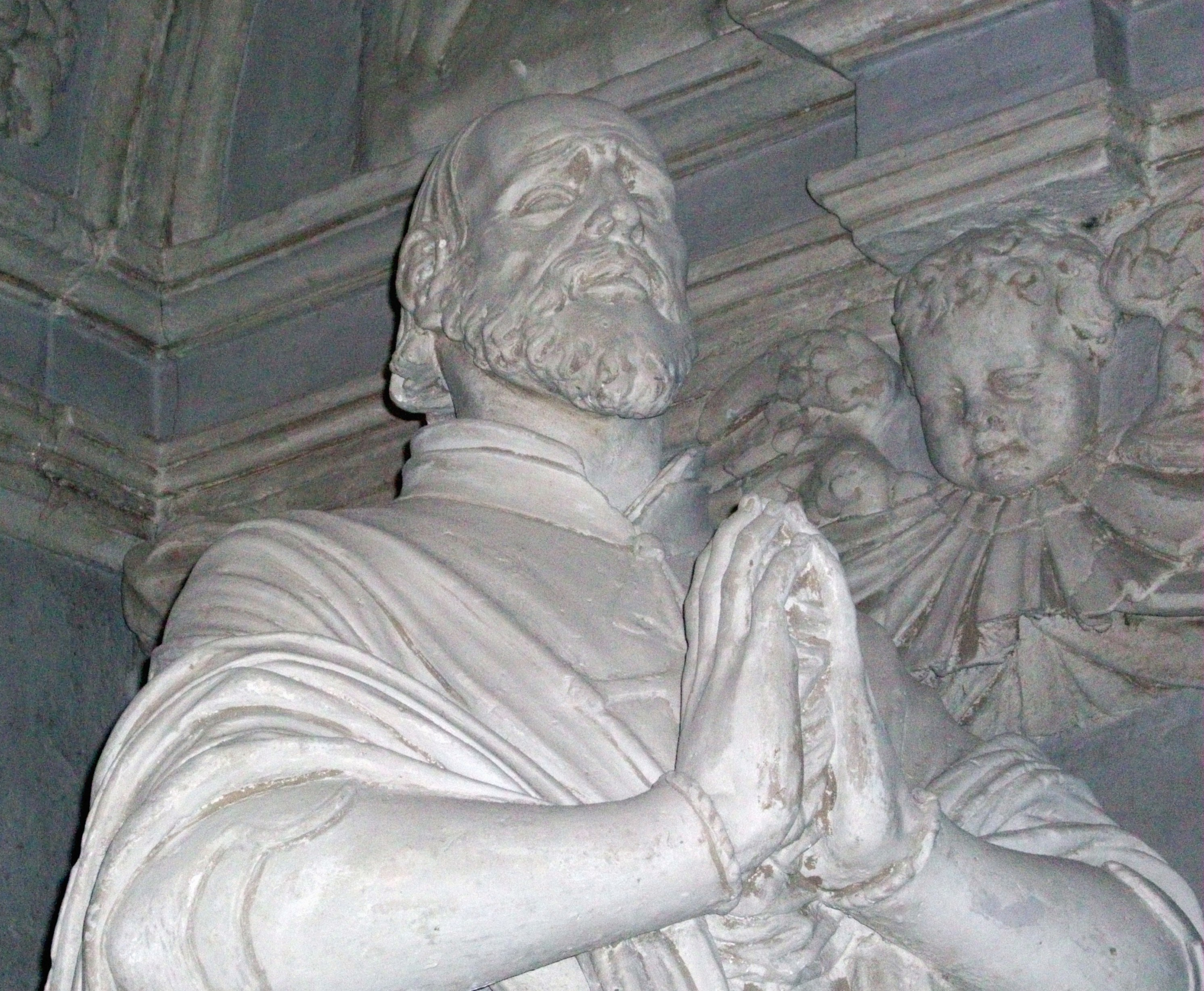
Sepulcro de su padre Fadrique de Acuña en el panteón condal de Santa María de Dueñas

Hijo de Fadrique de Acuña, V conde de Buendía, y su segunda esposa María de Acuña y Padilla, con la que contrajo matrimonio en Madrid el 19 de diciembre de 1524. No obstante, debido a su parentesco, tuvieron que obtener dispensa apostólica, ya que era prima suya, hija de Pedro de Acuña, señor de Anguix, y de María de Padilla, sobrina del líder comunero Juan de Padilla. 
Heredó el título tras la muerte de su padre en Valladolid el 4 de noviembre de 1558, adquiriendo un importante papel en la corte de Felipe II. Actuó como embajador extraordinario en Inglaterra, Francia, Flandes, Portugal y Alemania. Viajó a Francia en 1559 con ocasión del matrimonio del rey con la infanta Isabel, hija de Enrique II; a Portugal en 1578 para felicitar en nombre del rey a Enrique I el Cardenal por su coronación y a Alemania para visitar a la emperatriz María, hermana del rey, pasando también por los Países Bajos españoles, donde conoció al arzobispo Carranza, por lo que tuvo que testificar en el famoso proceso que se abrió contra él en 1559. Acompañó también al monarca a Portugal, en el momento de anexión de este reino a la Monarquía Hispánica en 1580-1581, debido a la crisis sucesoria que tuvo lugar a la muerte de Enrique I. 
Ingresó en la orden militar de Santiago, donde ejerció los cargos de comendador de Yeste (Albacete) y Tayvilla en la localidad de Nerpio (Albacete) de la provincia de Castilla desde 1568, alcaide de la fortaleza de Uclés y comendador de Castrotorafe (Zamora) de la provincia de León. 
Entró en la corte como menino en la casa de la emperatriz Isabel, pasando a ocupar este mismo puesto en la casa del infante Felipe tras la muerte de ésta en 1539. Con el ascenso al trono de Felipe II en 1556 fue nombrado gentilhombre de la cámara hasta que, en 1585, fue ascendido a Sumiller de Corps en sustitución de Ruy Gómez de Silva, cargo que ejerció hasta su muerte en Burgos el 29 de septiembre de 1592. En esos momentos se encontraba acompañando a Felipe II en su viaje a Aragón en la llamada "Jornada de Tarazona", durante el cual solo un mes antes, los días 26, 27 y 28 de agosto, habían pasado por su villa de Dueñas:

Su majestad fue en Dueñas muy bien recibido del conde de Buendía, su sumiller de corps, y le hizo el gasto los tres días en los cuales fue a visitar una abadía, llamada San Isidoro, de la orden de San Benito, que está en la dicha ribera del Pisuerga, un poco más arriba donde el río Carrión entra en él, en lugar bien placentero y comarca de mucha caza y pesca. Dueñas es villa de hasta mil y quinientos vecinos, cabeza del Estado del conde de Buendía. Está asentada en un otero muy alto en la misma ribera occidental del río, donde se descubre mucha tierra río arriba y abajo. Tiene una buena puente de piedra y al lado izquierdo, en un cerro bien alto, una fortaleza. La comarca es de muchos bosques, por lo cual hay infinita caza, y por razón de las riberas, abundancia de pesca. También tiene mucho pan y algunos vinos tintos.

Fue enterrado junto a su esposa en el panteón condal de la familia existente en la iglesia de Santa María de la Asunción de Dueñas, en una cripta que mandó construir debajo del altar pero que actualmente no se conserva.

## Matrimonio y pleito de sucesión
Juan de Acuña y Acuña había contraído matrimonio con Francisca de Aragón y Córdoba (fallecida en Dueñas el 24 de octubre de 1592), hija de Álvaro Fernández de Córdoba y Zúñiga, hijo del III conde de Cabra, I señor de Valenzuela (posteriormente elevado a marquesado) y caballerizo mayor de Felipe II, y de María Manuel y Milá de Aragón. Sin embargo, no tuvo descendencia legítima de este matrimonio, por lo que el mayorazgo y el título condal pasarán por enlaces matrimoniales primero a los Padilla, condes de Santa Gadea y adelantados mayores de Castilla, luego a los Sandoval y Rojas, duques de Lerma y Uceda, y finalmente a los Medinaceli, quienes ostentan actualmente dicho título. El pleito de sucesión se sustanció en 1613 a favor de los Padilla, pues su hermana María de Acuña y Acuña estaba casada con Juan de Padilla, adelantado mayor de Castilla. 
Antes de contraer matrimonio había tenido un hijo natural con Mariana de Dueñas que va a recibir su nombre, Juan de Acuña (Dueñas 1543- Madrid 1615), quien consiguió de Felipe III el título de marqués de Vallecerrato en 1612.  
Asimismo, Francisca de Córdoba, VI condesa de Buendía, nombró heredero de ciertos bienes a su hermano Álvaro de Aragón y Córdoba, caballero de la orden de Calatrava, casado con Inés de Alagón y de Luna. Sus descendientes, a través de su hijo Cristóbal Luis Fernández de Córdoba Aragón y Alagón (1598-1660), será marques de Peñalba.  